# Língua saliba
Saliba é uma Oceânica falada por cerca de 2.500 pessoas que vivem em pequenas ilhas no extremo sudeste da Papua-Nova Guiné. Documentação significativa sobre a língua foi realizada pelo “Projeto de documentação Saliba-Logea” e centenas de recursos de áudio e vídeo podem ser encontrados no arquivo do projeto.

## Cultura
A principal ocupação do povo  Saliba é a pesca. As quatro maiores vilas são Sidudu, Sawasawaga, Logeakai e Logeapwata.

### Extinção
A língua de Saliba está atualmente em perigo de extinção. Atualmente, existem apenas anciãos que a falam e também algumas crianças pequenas que aprenderam nos primeiros anos de sua vida. A maioria das pessoas fala inglês porque é visto como a língua de mais prestígio. 

## Fonologia
As consoantes de Saliba são /b/, /bw/, /p/, /pw/, /d/, /t/, /g/, /k/, /gw/, /kw/, /m/, /n/, /(w)/, /(j)/, / ' / e /r/. As vogais são /i/, /e/, /a/, /u/ e /o/. Os fonemas /w/ e /j/ são objeto de debates para definir se são fonemas separados ou formas complementares de /u/ e /i/ respectivamente.
| Consoantes          | Bilabial | Alveolar | Velar | Glotal |
| ------------------- | -------- | -------- | ----- | ------ |
| Plosiva             | p, b     | t, d     | k, g  | ʔ      |
| Nasal               | m        | n        |       |        |
| Fricativa           |          | s        |       | h      |
| Lateral Aproximante |          | l        |       |        |

Listadas acima estão as consoantes para Saliba no IPA (Alfabeto fonético internacional). Existem cinco consoantes ausentes dessa lista e podem ser descritas da seguinte forma. /Pw/ é uma plosiva bilabial tênue. /Bw/ é uma plosiva bilabial labializada forte. /Kw/é uma plosiva velar labializada forte. /Gw/ é uma plosiva velar labializada forte. /Mw/ é uma nasal bilabial labializada forte.

### Sílabas
As sílabas em Saliba têm três estruturas possíveis. São V, CV ou CVN (CVN sendo uma sílaba forte). Todas as sílabas Saliba são enunciadas da mesma forma. Há ocasionalmente uma ligeira tonicidade maior na sílaba pouco antes da última sílaba. Por exemplo, na palavra "la.'bu.i", ou seja, “ouvir”, a sílaba no meio seria ligeiramente mais forte. Em Saliba, todos os substantivos, verbos, adjetivos e alguns advérbios são compostos de pelo menos duas sílabas tênues ou uma sílaba forte. Por outro lado, as palavras usadas principalmente para funções gramaticais, tais como conjunções, pronomes, partículas, etc. podem ser constituídas apenas por um C+V ou somente por um V.

### Ortografia
A língua Saliba usa o alfabeto latino conforme segue:
| Fonema | Ortografia |
| ------ | ---------- |
| i      | i          |
| e      | e          |
| a      | a          |
| o      | o          |
| u      | u          |
| p      | p          |
| pw     | pw         |
| b      | b          |
| bw     | bw         |
| t      | t          |
| d      | d          |
| k      | k          |
| kw     | kw         |
| g      | g          |
| gw     | gw         |
| ?      | '          |
| s      | s          |
| h      | h          |
| l      | l          |
| w      | w          |
| j      | y          |

## Gramática

### Verbos
Quase todos os verbos em Saliba podem ser classificados como transitivos ou intransitivos. Para converter de transitivo para intransitivo o sufixo -i ou um sufixo que se parece com - (C)ei é usado, C sendo qualquer consoante dependendo do verbo. O sufixo -i também pode ser usado para transformar alguns substantivos em verbos transitivos. Por exemplo, "nigwa", a palavra para faca, e "nigwa-i", significando corte com faca. Outra partícula importante para verbos é o prefixo he-. Este prefixo transforma verbos transitivos e intransitivos em verbos causais. Algo especial sobre os verbos em Saliba é que as raízes de dois verbos léxicos podem se combinar para formar um verbo flexionado. Por exemplo, na frase "Ye-kamposi-dobi", que significa que ele pulou para baixo, o verbo "kamposi-dobi" é composto de "kamposi" (salto) e "dobi" (descer). Essas duas raízes se combinaram e formaram um verbo complexo.

#### Tempo
O tempo não importa em Saliba. De fato, não há morfemas cuja função específica seja indicar o tempo. Saliba tem palavras para ontem ( lahi ), amanhã ( malaitom ), etc., mas estas só são usadas em conjunto com o contexto da frase para aludir a um determinado período de tempo.

#### Reduplicação
Saliba usa reduplicação para algumas funções, uma delas é converter certos verbos de ação em substantivos. Por exemplo, a palavra  kuya  significa varrer. Se  kuya  é mofificado do para  kuyakuya  torna-se 'vassoura'. Outro exemplo poderia ser  lau significando 'ir'. Se essa palavra é reduplicada para "laulau", agora significa "método" ou "caminho". Outra razão para um verbo ser reduplicado é o mesmo estar sendo usado como verbo atributivo. Um exemplo disto seria na frase  kai namwa-namwa-di . Essa frase significa "boa comida". Observe que o  namwa , que significa 'bom', é modificado porque é um verbo que está sendo usado como um adjetivo. A última razão pela qual um verbo deve ser reduplicado está no aspecto imperfeito de um verbo de ação. A reduplicação é usada para marcar essa ocorrência na sentença. O aspecto imperfeito é usado para mostrar eventos habituais ou progressivos. Por exemplo, na frase  ... nige koya-i se pai-paisoa  que significa '(eles) não trabalham no jardim. O  pai  ('trabalho') é reduplicado para marcar que este é provavelmente um comportamento habitual.

### Adjetivos
Quanto aos adjetivos, em Saliba não parece haver diferença entre verbos e adjetivos. A única regra é que, com a exceção de alguns verbos, todos os verbos são duplicados para serem usados como adjetivos.

### Substantivos
Substantivos em Saliba tê quatro tipos de afixos que lhse podem ser juntados. O primeiro é um sufixo que é usado para a posse. O próximo é usado para plural que é (-o, -ao, -uwo, ou -wao) em substantivos que se referem a humanos. Outro afixo é o sufixo locativo ( -i ). O último é o determinador.

#### Frases nominais
Frases nominais são tudo em uma frase que não é o verbo. Frases nominais podem ser sujeitos, objetos, predicados e partes de frases preposicionais e pós-posicionais. Na sua forma mais simples, uma frase nominal pode ser feita apenas de um substantivo e um determinante. Por exemplo,  mwaedo , que em Saliba significa enguia, é uma frase nominal simples. Uma frase nominal geralmente é dividida em duas partes, o núcleo e, possivelmente, modificadores múltiplos. Os modificadores podem incluir coisas como possuidores e demonstrativos (palavras que dão localização), que irão antes do substantivo principal. Os outros tipos de modificadores, como modificadores verbais e quantificadores, irão após o substantivo principal.
Um dos modificadores mais importantes é o determinante. Este modificador geralmente é anexado à última parte da frase nominal e fornece uma referência ao substantivo principal na frase nominal em relação ao resto da frase. No entanto, as frases nominais usadas como frases pré-posicionais não têm determinantes.
Os quantificadores, como os números cardinais, podem ir antes ou depois do adjetivo em uma frase. Os números ordenais, por outro lado, como 1ª, segundo, etc., comportam-se como adjetivos e seguem o substantivo em Saliba.

### Pronomes
| Pessoa/Clusivity     | independente | sujeito        | objeto | possessivo |
| -------------------- | ------------ | -------------- | ------ | ---------- |
| 1ª pessoa, Singular  | yau          | ya             | -gau   | -gu        |
| 2ª pessoa, Singular  | kowa         | ko, ku, 'o, 'u | -go    | -m         |
| 3ª pessoa, Singular  | iya          | ye/i           |        | -na        |
| 1ª pessoa Inclusiva  | kita         | ta             | -da    | -da        |
| 1ª pessoa, Exclusiva | kai          | ka             | -gai   | -ma/mai    |
| 2ª pessoa, Plural    | komiu        | kwa            | -gomiu | -mi        |
| 3ª pessoa, Plural    | sia          | se/si          | -di    | -di        |

A tabela contém todos os pronomes diferentes em Saliba. Existem diferentes regras para usar cada um deles. Começando com pronomes independentes. Ao usar esses pronomes em uma frase esses podem e provavelmente formam frases nominais e terão um determinante. Um exemplo de uma frase usando um pronome independente poderia ser o seguinte:  Kai-wa ka matausi , que significa 'Nós estávamos assustados'. Na próxima coluna são pronomes sujeitos, esses pronomes são usados como sujeito em uma frase. Para ser mais preciso, pode-se dizer que eles são objeto de cláusulas verbais. No que diz respeito aos pronomes objetos, de acordo com os linguistas que estudaram a Saliba, estes só são colocados em certos objetos. Um exemplo usando ambos os tipos de pronomes poderia ser  Wawaya-o-wa kwa hanoi-di , o que significa 'Acorde as crianças'. Observe a partícula  kwa  que marca o assunto e a posição de marcação de partículas. Outro exemplo poderia ser "Sina-gu yo tama-gu se hanoi-gai", que significa "Minha mãe e meu pai nos acordaram". Mais uma vez note os dois pronomes possessivos -  gu  para marcar meu pai e minha mãe e também  se  e -  gai  usado para marcar o sujeito e o objeto, respectivamente. Os pronomes de sujeito ku e u são usados principalmente para imperativos ou eventos onde o verbo que expressa não é realizado. Por exemplo, como  ku lau , que significa 'vá!'. Na última coluna, nas posses, as regras para usar os sufixos numa frase são divididas em pertences alienáveis e bens inalienáveis. Para possessões alienáveis, o pronome possessivo segue um dos dois classificadores possessivos, conforme mostrado na tabela abaixo.
| yo-       | Português              | ka-        | Português               |
| --------- | ---------------------- | ---------- | ----------------------- |
| yogu numa | minha casa             | kagu puaka | meu porco               |
| yom numa  | tua casa               | kam puaka  | teu porco               |
| yona numa | dele/dela casa         | kana puaka | dele/dela porco         |
| yoda numa | nossa casa (inclusivo) | kada puaka | nosso porco (inclusivo) |
| yoma numa | nossa casa (exclusivo) | kama puaka | nosso porco (exclusivo) |
| yomi numa | de vocês casa          | kami puaka | de vocês porco          |
| yodi numa | deles(as) casa         | kadi puaka | deles(as) porco         |

Para as posses inalienáveis, os classificadores possessivos 'yo-'  e  'ka-' não são usados. Em vez disso, o sufixo do pronome possessivo vai após o substantivo possuído. Se o substantivo inalienável for plural, então o sufixo plural apenas irá diretamente após o sufixo possessivo, como mostrado na tabela abaixo.
| Singular  | Português                  | Plural      | Português                    |
| --------- | -------------------------- | ----------- | ---------------------------- |
| natu-ga   | meu filho(a)               | natu-gu-wao | minha filho(a)s              |
| natu-m    | tua filho(a)               | natu-m-wao  | tuas filho(a)s               |
| natu-na   | dele(a) filho(a)           | natu-na-o   | dele(a) filho(a)s            |
| natu-da-o | nosso filho(a) (inclusivo) | natu-da-o   | nossos filho(a)s (inclusivo) |
| natu-mai  | nosso filho(a) (exclusivo) | natu-mai-ao | nossos filho(a)s (exclusivo) |
| natu-mi   | de vocês filho(a)          | natu-mi-ao  | de vocês filho(a)s           |
| natu-di   | deles filho(a)             | natu-di-ao  | deles filho(a)s              |

#### Demonstrativos
Um demonstrativo é um tipo de pronome que indica um substantivo. Nos demonstrativos de Saliba, com exceção do "meta", vai antes do substantivo principal.  Meta é o único que segue um substantivo principal e seu determinante. Os pronomes demonstrativos de Saliba são os seguintes:
| Demonstrativo | Português       |
| ------------- | --------------- |
| teina         | este            |
| tenem         | esse            |
| temeta, meta  | aquele          |
| wau           | este (este dia) |

#### Interrogativos e indefinidos
Em Saliba, a maioria dos pronomes interrogativos também funcionam como pronomes indefinidos. Os pronomes interrogativos são pronomes usados ao fazer uma pergunta. Os pronomes indefinidos são pronomes usados para mencionar qualquer tipo de pessoa, lugar ou coisa geral. Os pronomes interrogativos / indefinidos do Saliba estão listados abaixo.
| Interrogativo | Português             |
| ------------- | --------------------- |
| haedi         | onde, qualquer lugar  |
| hisa          | quantos, alguns       |
| kaitea        | quem, alguém, ninguém |
| kaiuyana      | quando                |
| saha          | o que, algo, nada     |
| sahasaha      | qual                  |
| dohagi        | como                  |
| sahato        | por que               |

Todos os pronomes nesta lista, exceto os dois últimos, são substantivos. Os dois últimos são verbos. Um exemplo de usar um desses em uma frase seria haedi kwa lau? Significando 'para onde você foi?'.

### Posse
Como mencionado anteriormente, Saliba tem regras diferentes para as posses, dependendo se são bens alienáveis ou bens inalienáveis. Se uma possessão é inalienável, então o substantivo possuído é escrito apenas com o sufixo possessivo correto que o segue diretamente. Tal como sina-gu, que significa que minha mãe. O -gu Seria o sufixo possessivo. Por outro lado, se é uma possessão alienável, então o sufixo possessivo segue diretamente um dos dois classificadores possessivos, yo- ou ka-. Como em yo-gu numa, 'minha casa', ou ka-gu kai, 'minha comida'. Em uma frase, a pessoa que possui o substantivo possuído é tratada como sujeito e o substantivo possuído é então a parte principal do predicado. São escritos de tal maneira que não há nada que separe o sujeito do predicado. Se alguém quisesse negar o predicado, como dizer que não tem algo, se adicionaria a partícula de negação nige antes de uma frase predicado como: Yau nige natu-gu, significando 'eu não tenho uma criança.' Na tabela a seguir estão as coisas que as pessoas de Saliba acham inalienáveis, alienáveis – construções ka- e inalienáveis – construções  yo-.
| Inalienável                       | Alienável (ka-)                              | Alienável(yo-)                               |
| --------------------------------- | -------------------------------------------- | -------------------------------------------- |
| partes do corpo                   | algo a ser comido                            | algo que é possuído                          |
| partes de uma coisa               | roupas                                       | agente de ações transitivas ou intransitivas |
| relação espacial                  | doença                                       | parantesco                                   |
| contenedor e conteúdo             | eventos involuntários e os afetados por isso |                                              |
| quantidade e itens quantificados  | parantesco                                   |                                              |
| ações transitivas e seus paciente |                                              |                                              |
| parantesco                        |                                              |                                              |

Uma coisa a notar é que, dependendo do contexto, quase qualquer substantivo pode aparecer como alienável ou inalienável. Por exemplo, pode-se dizer pou-na, significando 'ovo dela'(ovo da galinha), ka-na pou, significando 'ovo dele/dela' (ovo que ele/ela vai comer), ou yo-na pou, significando ovo dele/dela' (ovo que el/ela possui). Agora para esclarecer algumas das categorias um pouco mais. As partes do corpo se referem a coisas como mãos, pés, etc. Partes de objetos inanimados, incluem coisas como a raiz de um coco ou o núcleo de uma maçã. A relação espacial refere-se ao espaço, como o interior de uma casa. Contenedor e conteúdo podem significar coisas como um copo de água ou uma tigela de comida, coisas assim. Quantidades e itens quantificados não se referem a objetos, mas são bastante mais figurativos. Está falando sobre idade e tempo.
Em termos de semântica, os linguistas podem ver três tipos diferentes de relacionamentos baseados nessas construções. Essas relações são relacionamentos em que o possuidor e o possuído podem se separar, relacionamentos em que o possuidor e o possuidor não podem se separar, mas o possuidor tem controle total sobre o possuidor e um relacionamento no qual o possuidor e o possuidor não podem se separar, mas o possuidor tem algum efeito sobre o possuído. Um exemplo do último relacionamento seria uma parte do corpo. Parentesco é um pouco estranho porque aparece nas três categorias. Os lingüistas não sabem por que isso ocorre. Eles só podem assumir que seja por razões históricas. No que se refere ao parentesco, alguns exemplos de parentescos inalienáveis e parentes alienáveis estão na tabela a seguir.
| Inalienável      | Português                    | Alienável          | Português                   |
| ---------------- | ---------------------------- | ------------------ | --------------------------- |
| sina-na, tama-na | dele/dela mãe, pai           | ka-gu bogao        | minha família               |
| lou-gu           | meu irmã(o) (de sexo oposto) | ka-gu kaha         | meu irmã(o) (de mesmo sexo) |
| tubu-gu          | meu avô/avó, neto(a)         | yo-gu saeya        | my sibling (of same sex)    |
| iha-di           | cunhado(a) deles(as)         | ka-gu tubu bagu-na | meus antepassados           |
|                  |                              | ka-gu tubu mulita  | meus descendentes           |
|                  |                              | yogu badalendia    | meu tio                     |
|                  |                              | yogu golowa        | meu (minha) sobrinho(a)     |

## Estrutura da frase
Saliba é um idioma de frases Sujeito-Objeto-Verbo (SOV) e o padrão é Nominativo Acusativo. A frase básica em Saliba é composta de um verbo com seu objeto e o objeto com seus afixos. Todas as frases nominais que precedem ou que tenham saído desse modo podem ser pensadas como apenas uma expansão dessa frase. Uma frase simples poderia ser "Kai-wa ka matausi palapa", o que significa que "estávamos realmente assustados". Saliba também possui frases não verbais como frases nominais, existenciais, possessivas e com outros predicados especiais.
Um exemplo de uma frase nominal seria algo como  Kita taulauhekata , o que significa 'nós somos professores'. A próxima frase não verbal é a frase existencial. Esses tipos de frases terão a palavra "temenai" (existe) ou uma frase pós-posicional para se referir a um local. Um exemplo disso seria a frase:  Temenai sikuli labui , que significa 'Há duas escolas'. Outra frase não verbal seria a possessiva, a qual é uma frase nominal que refere um possuidor e um possuído.

### Conjunções
A tabela a seguir listará todas as conjunções em Saliba e quando elas serão usadas.
| Conjunções | Português                            |
| ---------- | ------------------------------------ |
| yo         | e (conectando substantivo com frase) |
| na         | e (conectando frases)                |
| huyaya     | quando                               |
| gom        | porque                               |
| usina      | enquanto                             |
| ena        | se                                   |

## Numeral
| Saliba                 | Número   |
| ---------------------- | -------- |
| kesega                 | 1        |
| labui                  | 2        |
| haeyona                | 3        |
| hasi                   | 4        |
| haligigi               | 5        |
| haligi kesega          | 6        |
| haligi labui           | 7        |
| haligi haeyona         | 8        |
| haligi hasi            | 9        |
| saudoudoi              | 10       |
| saudoudoi kesega       | 11       |
| tau kesega ye mwaloi   | 20       |
| tamoai labui se mwaloi | 40       |
| bagubaguna             | 1ª       |
| he-labui               | segundo  |
| he-haeyona             | terceiro |
| etc.                   |          |

### Determinadores
Em Saliba, os determinadores são sempre a última parte de uma frase nominal. A maioria dos substantivos terá um determinante após os mesmos. Se uma frase nominal é um predicado, então não haverá um determinante.

## Partículas
Saliba usa muitas partículas diferentes para marcar certos aspectos em frases. Essas partículas costumam anteceder a frase verbal, mas há algumas que podem segui-la.

### Kabo
A partícula Kabo é usada para marcar que algo novo está acontecendo. Isso pode significar uma mudança na situação, uma mudança no tempo (meteorológico), etc. Uma frase de exemplo seria Ka keno-keno na kabo nabu ye talu. Esta frase significa "enquanto dormíamos, começou a chover". O aviso kabo é usado porque algo mudou, nesse caso, o tempo. Outra instância em que kabo pode ser usado é indicar um evento que acontecerá no futuro. Por exemplo, se alguém dissesse, "Saha kabo ta ginauli" (o que significa "O que vamos fazer?"). Kabo é usado para implicar numa mudança na situação atual. Nestes exemplos até agora 'kabo' foi usado para marcar uma mudança, mas kabo também pode ser usado para uma comparação, como em Maui saliya-na ye loha na kabo Tahali. Essa frase traduz-se para "Maui é mais alto que Tahali". Em todas essas frases, a partícula é realmente colocada em muitos locais diferentes na frase. Por exemplo, na frase 1ª, a partícula foi colocada antes do objeto, enquanto na segunda sentença foi colocada antes do objeto. Na medida em que a colocação dessa partícula varia, não parece haver nenhuma regra específica para onde exatamente colocá-la numa frase. Tudo o que se sabe é que às vezes pode ir no início de uma frase antes de tudo, apenas antes do sujeito, ou depois do mesmo, mas antes do predicado.

### Bena
Esta partícula é usada para marcar algo que deve acontecer ou algo que alguém deve fazer. A palavra mais próxima do Português para esta partícula seria a palavra "deve", porém não tão forte como "tem que". Por exemplo, na frase Bena teinamona ku lau maketi, que significa 'Você deve ir ao mercado', a partícula pode ser traduzida diretamente como deve. No entanto, na seguinte frase: "Ya henua bena pasta yo-na pwaole ya kaiwahali", que significa "Eu quero roubar o galo do pastor", o uso de  bena  aqui não é tão forte como algo que tem que ser feito - estando mais perto de 'querer' nesse caso.

### Tabu
Tabu É uma partícula de negação. Esta partícula é usada quando o falante quer expressar algo que não deveria acontecer ou não deveria ser feito. Por exemplo, na frase 'Tabu ku mode,' o falante quer dizer 'não se preocupa.' Outro exemplo de uso de tabu é tabu bena kaitea i kita-gau, cujo significado é which means 'não deixe que ninguém me veja.' Atenção na frase anterior, uma vez que o sujeito é terceira pessoa, a partícula  tabu  deve ser usada com a partícula  bena  conforme mostrado.

### Taba
Taba is another negation particle. This particle is used to express something that a person does not want to do. Unlike Tabu though, Taba can only be used in conjunction with nige meaning 'not.' An example sentence could be Taba nige ya hedede, which means 'I don't want to tell.'

### Besina
Besina é uma partícula usada para expressar algo que precisa ser feito sem importar o que. Esta partícula é definitivamente mais forte do que bena e provavelmente está mais intimamente relacionada com 'tem que' do Português. Uma forma como essa partícula poderia ser usada em uma frase é Ye wowolina besina se lau mo, o que significa 'Foi tormentoso, mas, no entanto, eles tiveram que ir'.

### Gonoana
Os lingüistas não conseguiram classificar essa partícula. Eles a descreveram melhor como um substantivo inalienável. Esta partícula é usada para algo que alguém deveria fazer. Um exemplo simples seria Gonoa-na u kalina Saliba, significndo 'Você pode falar Saliba?'

### Nuana
Essa partícula é usada quando -falante presume que algo seja verdadeiro. Por exemplo, a frase Lahi nuana sina-gu ye lau maketi, que significa "Talvez minha mãe tenha ido ao mercado ontem". Como visto nesta frase, o nuana é usado para expressar o fato de que o falante não sabe com certeza se sua mãe foi ao mercado, é apenas um palpite, uma suposição.

### Yako/ko
Essas duas partículas, ao contrário das anteriores, seguem a frase verbal em vez de anteceder a mesma. Ambas partículas são usadas para expressar algo que já foi feito anteriormente antes do momento em que o falante está dizendo isso. A única diferença entre "yako" e "ko" é que yako é usado nas frases verbais transitivas e ko é usado para frases verbais intransitivas. Um exemplo de sentença usando yako seria Hewali-wa meta hasala-wa i tawasolao yako, que significa 'Esse jovem já se casou com a menina'. Um exemplo de sentença usando ko seria Yo-gu ye kalasi ko, que significa "Minha casa está queimada". Como mostrado em ambas as frases, uma vez que essas partículas seguem a frase do verbo são os últimos elementos das frases.

### Kesegai
Essa partícula como yako e ko aparece depois da frase verbal. Essa partícula é derivada da palavra kesega que significa 'um'. Kesegai é usado para marcar coisas que ocorrem continuamente e sem interrupção. Por exemplo, Nabu ye talu kesegai, o que significa continua chovendo”.